# Deleted Scenes from the Cutting Room Floor
Deleted Scenes from the Cutting Room Floor är debutalbumet från den nederländska sångerskan Caro Emerald. Det släpptes den 29 januari 2010.

## Låtlista
1. That Man - 3:51
2. Just One Dance - 4:01
3. Riviera Life - 3:29
4. Back It Up - 3:53
5. The Other Woman - 5:33
6. Absolutely Me - 2:46
7. You Don't Love Me - 3:54
8. Dr. Wanna Do - 3:02
9. Stuck - 4:33
10. I Know That He's Mine - 4:17
11. A Night like This - 3:47
12. The Lipstick on His Collar - 3:37

## [1]Listplaceringar
| Lista (2010–2011) | Topplacering |
| ----------------- | ------------ |
| Belgien           | 23           |
| Frankrike         | 79           |
| Irland            | 39           |
| Italien           | 14           |
| Nederländerna     | 1            |
| Polen             | 3            |
| Schweiz           | 10           |
| Storbritannien    | 4            |
| Tyskland          | 5            |
| Österrike         | 3            |